# Loris Capirossi
Loris Capirossi, surnommé Capirex, est un pilote de vitesse moto italien. Il est né le 4 avril 1973 à Castel San Pietro Terme (province de Bologne). Son numéro fétiche est le 65.

## Biographie
Loris Capirossi remporte le titre mondial dès sa première saison en Championnats du monde de vitesse moto 125 cm3 en 1990 à l'âge exceptionnel de 17 ans et 165 jours (un record) et confirme par un nouveau titre l'année suivante. En 1992, passé en catégorie supérieure sur une Honda non officielle, il termine la saison à la 12e place, puis enchaine sur une 2e et une 3e dès qu'il bénéficie d'une moto officielle.
En 1995 et 1996, il concourt dans la catégorie 500 cm3, mais « redescend » en 250 cm3 en 1997 et remporte le titre mondial l'année suivante sur une Aprilia. Remercié par son employeur pour une collision avec son coéquipier Tetsuya Harada, il signe chez Honda et termine 3e du championnat avant de rejoindre de nouveau la catégorie reine des 500 cm3 en 2000. Après une première saison où il termine 7e, il est 3e à l'issue de la saison 2001. Resté sur une 2-temps, il est dominé par les nouvelles 4-temps lors de la saison 2002.
Il rejoint en 2003 l'écurie Ducati, réalisant une remarquable saison avec une victoire, la première pour sa nouvelle marque, et terminant 4e du championnat. Malheureusement, il ne confirme pas ces résultats pendant l'année 2004 qu'il termine à la neuvième place. Au début de la saison 2006, il remporte une victoire au GP d'Espagne et deux deuxièmes places, ce qui le place en tête du championnat. Mais lors du Grand Prix de Catalogne, il est pris dans une chute collective ce qui lui fait perdre de nombreux points. Plus tard dans la saison, il remporte deux nouveaux Grand Prix, en République tchèque et au Japon.

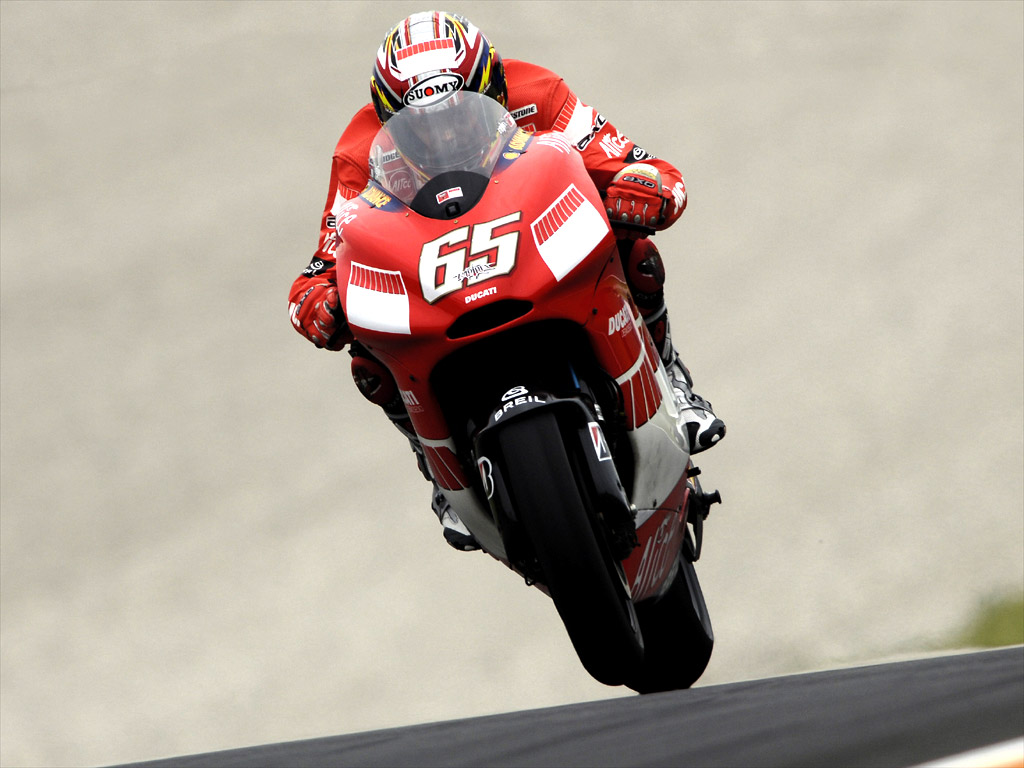
Capirossi, sur la Ducati Desmosedici

Lors de la saison 2007, son coéquipier chez Ducati Casey Stoner domine le championnat. Le constructeur, malgré ses liens avec le pilote qui lui a permis de revenir au-devant de la scène, envisage son remplacement pour la saison suivante. Cette année-là, sa femme Ingrid accouche d'un garçon prénommé Riccardo.
Pour la saison 2008, Loris Capirossi relève un nouveau défi en signant pour Suzuki, où il a comme coéquipier Chris Vermeulen. Il signe d'ailleurs une excellente 3e place sur le tracé de Brno en République tchèque et par la même occasion égale le record du nombre de départs en Championnats du monde de vitesse détenu par Alex Barros avec un total de 276 courses.
Face au manque d'investissement de Suzuki, la courbe des résultats de Loris Capirossi décline. Le pilote italien tente un dernier pari en rejoignant l'équipe Pramac Racing, où il bénéficie d'une Ducati satellite. Les résultats ne sont pas au rendez-vous et le 1er septembre 2011, Capirossi annonce qu'il prendra sa retraite à la fin de la saison, sa 22e en championnat du monde. 
Loris Capirossi  est membre du club des Champions de la Paix, un collectif d'athlètes de haut niveau créé par Peace and Sport, organisation internationale basée à Monaco sous le Haut Patronage de S.A.S. le Prince Albert II. Ce collectif d’athlètes internationaux de haut-niveau, œuvre pour faire du sport un outil de dialogue et de cohésion sociale.
Loris Capirossi mettra un terme à sa carrière au dernier grand prix de la saison 2011 au GP de Valence en rendant hommage à Marco Simoncelli en portant son numéro 58.

## Anecdotes
Grand fan de football, Capirossi est notamment un supporter de l'équipe italienne de la Juventus.
Le numéro 65 est dorénavant dans la légende des grands prix en étant retiré des numéros de course de la catégorie Moto GP en hommage à la grande carrière de Capirex.

## Palmarès
- 3 titres de champion du monde (2 en 125 cm3 en 1990 et 1991 / 1 en 250 cm3 en 1998).
- 1 place de vice-champion du monde en 1993 (en 250 cm3)
- 4 places de 3e en championnat du monde en 1994 et en 1999 (en 250 cm3), en 2001 (en 500 cm3) et en 2006 (Moto GP).
- 328 départs.
- 29 victoires (7 en MotoGP / 2 en 500 cm3 / 12 en 250 cm3 / 8 en 125 cm3).
- 33 deuxièmes place.
- 35 troisièmes place.
- 41 poles (8 en MotoGP / 5 en 500 cm3 / 23 en 250 cm3 / 5 en 125 cm3).
- 99 podiums (26 en MotoGP / 16 en 500 cm3 / 37 en 250 cm3 / 20 en 125 cm3).
- 32 meilleurs tours en course.

### Victoires en 125 cm³: 8
| Année | Lieu du Grand Prix                 | Circuit                     | Ville            |
| ----- | ---------------------------------- | --------------------------- | ---------------- |
| 1990  | Grand Prix moto de Grande-Bretagne | Donington Park              | Castle Donington |
| 1990  | Grand Prix moto de Hongrie         | Hungaroring                 | Mogyoród         |
| 1990  | Grand Prix moto d'Australie        | Circuit de Phillip Island   | Phillip Island   |
| 1991  | Grand Prix moto d'Australie        | Eastern Creek Raceway       | Sydney           |
| 1991  | Grand Prix moto d'Europe           | Circuit permanent du Jarama | Madrid           |
| 1991  | Grand Prix moto de France          | Circuit Paul-Ricard         | Le Castellet     |
| 1991  | Grand Prix moto de Grande-Bretagne | Donington Park              | Castle Donington |
| 1991  | Grand Prix moto de Malaisie        | Circuit de Shah Alam        | Shah Alam        |

### Victoires en250cm3: 12
| Année | Lieu du Grand Prix                 | Circuit                         | Ville                |
| ----- | ---------------------------------- | ------------------------------- | -------------------- |
| 1993  | Grand Prix moto des Pays-Bas       | TT Circuit Assen                | Assen                |
| 1993  | Grand Prix moto de Saint-Marin     | Circuit du Mugello              | Mugello              |
| 1993  | Grand Prix moto des États-Unis     | Laguna Seca                     | Monterey             |
| 1994  | Grand Prix moto d'Autriche         | Salzburgring                    | Salzbourg            |
| 1994  | Grand Prix moto d'Allemagne        | Circuit d'Hockenheim            | Hockenheim           |
| 1994  | Grand Prix moto de France          | Circuit Bugatti                 | Le Mans              |
| 1994  | Grand Prix moto de Grande-Bretagne | Donington Park                  | Castle Donington     |
| 1998  | Grand Prix moto d'Espagne          | Circuit permanent de Jerez      | Jerez de la Frontera |
| 1998  | Grand Prix moto de Grande-Bretagne | Donington Park                  | Castle Donington     |
| 1999  | Grand Prix moto de Malaisie        | Circuit international de Sepang | Sepang               |
| 1999  | Grand Prix moto des Pays-Bas       | TT Circuit Assen                | Assen                |
| 1999  | Grand Prix moto d'Imola            | Autodromo Enzo e Dino Ferrari   | Imola                |

### Victoires en 500 cm³: 2
| Année | Lieu du Grand Prix          | Circuit               | Ville   |
| ----- | --------------------------- | --------------------- | ------- |
| 1996  | Grand Prix moto d'Australie | Eastern Creek Raceway | Sydney  |
| 2000  | Grand Prix moto d'Italie    | Circuit du Mugello    | Mugello |

### Victoires en MotoGP: 7
| Année | Lieu du Grand Prix                    | Circuit                         | Ville                |
| ----- | ------------------------------------- | ------------------------------- | -------------------- |
| 2003  | Grand Prix moto de Catalogne          | Circuit de Catalogne            | Barcelone            |
| 2005  | Grand Prix moto du Japon              | Circuit de Motegi               | Motegi               |
| 2005  | Grand Prix moto de Malaisie           | Circuit international de Sepang | Sepang               |
| 2006  | Grand Prix moto d'Espagne             | Circuit permanent de Jerez      | Jerez de la Frontera |
| 2006  | Grand Prix moto de République tchèque | Circuit de Masaryk              | Brno                 |
| 2006  | Grand Prix moto du Japon              | Circuit de Motegi               | Motegi               |
| 2007  | Grand Prix moto du Japon              | Circuit de Motegi               | Motegi               |

## Statistiques

### Par Saisons
| Résultats par saison | Résultats par saison | Résultats par saison | Résultats par saison | Résultats par saison | Résultats par saison | Résultats par saison | Résultats par saison | Résultats par saison | Résultats par saison |
| Année                | Catégorie            | Moto                 | Courses              | Victoires            | Podiums              | Poles                | Meilleurs tours¹     | Points               | Classement final     |
| -------------------- | -------------------- | -------------------- | -------------------- | -------------------- | -------------------- | -------------------- | -------------------- | -------------------- | -------------------- |
| 1990                 | 125 cm³              | Honda RS125          | 14                   | 3                    | 8                    | 0                    | 0                    | 182                  | 1re                  |
| 1991                 | 125 cm³              | Honda RS125          | 13                   | 5                    | 12                   | 5                    | 4                    | 200                  | 1re                  |
| 1992                 | 250 cm³              | Honda NSR250         | 13                   | 0                    | 0                    | 0                    | 0                    | 27                   | 12e                  |
| 1993                 | 250 cm³              | Honda NSR250         | 14                   | 3                    | 7                    | 7                    | 5                    | 193                  | 2e                   |
| 1994                 | 250 cm³              | Honda NSR250         | 14                   | 4                    | 9                    | 5                    | 5                    | 199                  | 3e                   |
| 1995                 | 500 cm³              | Honda NSR500         | 12                   | 0                    | 1                    | 0                    | 0                    | 108                  | 6e                   |
| 1996                 | 500 cm³              | Yamaha YZR500        | 15                   | 1                    | 2                    | 0                    | 0                    | 98                   | 10e                  |
| 1997                 | 250 cm³              | Aprilia RS250        | 14                   | 0                    | 3                    | 1                    | 2                    | 116                  | 6e                   |
| 1998                 | 250 cm³              | Aprilia RS250        | 14                   | 2                    | 9                    | 8                    | 3                    | 224                  | 1re                  |
| 1999                 | 250 cm³              | Honda NSR250         | 15                   | 3                    | 9                    | 2                    | 3                    | 209                  | 3e                   |
| 2000                 | 500 cm³              | Honda NSR500         | 16                   | 1                    | 4                    | 1                    | 1                    | 154                  | 7e                   |
| 2001                 | 500 cm³              | Honda NSR500         | 16                   | 0                    | 9                    | 4                    | 1                    | 210                  | 3e                   |
| 2002                 | MotoGP               | Honda NSR500         | 14                   | 0                    | 2                    | 0                    | 0                    | 109                  | 8e                   |
| 2003                 | MotoGP               | Ducati GP3           | 16                   | 1                    | 6                    | 3                    | 1                    | 177                  | 4e                   |
| 2004                 | MotoGP               | Ducati GP4           | 16                   | 0                    | 1                    | 0                    | 1                    | 117                  | 9e                   |
| 2005                 | MotoGP               | Ducati GP5           | 15                   | 2                    | 4                    | 3                    | 1                    | 157                  | 6e                   |
| 2006                 | MotoGP               | Ducati GP6           | 17                   | 3                    | 8                    | 2                    | 5                    | 229                  | 3e                   |
| 2007                 | MotoGP               | Ducati GP7           | 18                   | 1                    | 4                    | 0                    | 0                    | 166                  | 7e                   |
| 2008                 | MotoGP               | Suzuki GSV-R         | 16                   | 0                    | 1                    | 0                    | 0                    | 118                  | 10e                  |
| 2009                 | MotoGP               | Suzuki GSV-R         | 17                   | 0                    | 0                    | 0                    | 0                    | 110                  | 9e                   |
| 2010                 | MotoGP               | Suzuki GSV-R         | 16                   | 0                    | 0                    | 0                    | 0                    | 44                   | 16e                  |
| 2011                 | MotoGP               | Ducati GP11          | 13                   | 0                    | 0                    | 0                    | 0                    | 43                   | 17e                  |
| Total                |                      |                      | 328                  | 29                   | 99                   | 41                   | 32                   | 3 190                |                      |

### Par catégorie
| Catégorie | Année                 | 1er GP   | 1er Podium | 1re Victoire | Courses | Victoires | Podiums | Pole | M.tours¹ | Points | Titres |
| --------- | --------------------- | -------- | ---------- | ------------ | ------- | --------- | ------- | ---- | -------- | ------ | ------ |
| 125 cm3   | 1990-1991             | JAP 1990 | NAT 1990   | GBR 1990     | 27      | 8         | 20      | 5    | 4        | 382    | 2      |
| 250 cm3   | 1992-1994 ; 1997-1999 | JAP 1992 | AUT 1993   | NED 1993     | 84      | 12        | 37      | 23   | 18       | 968    | 1      |
| 500 cm3   | 1995-1996 ; 2000-2001 | AUS 1995 | EUR 1995   | AUS 1996     | 59      | 2         | 16      | 5    | 2        | 570    | 0      |
| MotoGP    | 2002-2011             | JAP 2002 | RSA 2002   | CAT 2003     | 158     | 7         | 26      | 8    | 8        | 1270   | 0      |
| Total     | 1990-2011             |          |            |              | 328     | 29        | 99      | 41   | 32       | 3190   | 3      |

### Résultats détaillés
(Les courses en gras indiquent une pole position ; les courses en italiques indiquent un meilleur tour en course)
| Résultats détaillés | Résultats détaillés | Résultats détaillés | Résultats détaillés | Résultats détaillés | Résultats détaillés | Résultats détaillés | Résultats détaillés | Résultats détaillés | Résultats détaillés | Résultats détaillés | Résultats détaillés | Résultats détaillés | Résultats détaillés | Résultats détaillés | Résultats détaillés | Résultats détaillés | Résultats détaillés | Résultats détaillés | Résultats détaillés | Résultats détaillés | Résultats détaillés | Résultats détaillés |
| Année               | Cat.                | Moto                | 1                   | 2                   | 3                   | 4                   | 5                   | 6                   | 7                   | 8                   | 9                   | 10                  | 11                  | 12                  | 13                  | 14                  | 15                  | 16                  | 17                  | 18                  | Classement          | Points              |
| ------------------- | ------------------- | ------------------- | ------------------- | ------------------- | ------------------- | ------------------- | ------------------- | ------------------- | ------------------- | ------------------- | ------------------- | ------------------- | ------------------- | ------------------- | ------------------- | ------------------- | ------------------- | ------------------- | ------------------- | ------------------- | ------------------- | ------------------- |
| 1990                | 125 cm3             | Honda               | JAP 6               | ESP 7               | NAT 3               | ALL 3               | AUT 2               | YOU 2               | P-B Ab.             | BEL 2               | FRA 4               | GBR 1               | SUE 7               | TCH Ab.             | HON 1               | AUS 1               |                     |                     |                     |                     | 1re                 | 182                 |
| 1991                | 125 cm3             | Honda               | JAP 3               | AUS 1               | ESP 3               | ITA 2               | ALL 2               | AUT 6               | EUR 1               | P-B 2               | FRA 1               | GBR 1               | RSM 2               | TCH 2.              | MAL 1               |                     |                     |                     |                     |                     | 1re                 | 200                 |
| 1992                | 250 cm3             | Honda               | JAP 9               | AUS Ab.             | MAL 9               | ESP 11              | ITA 9               | EUR Ab.             | ALL 9               | P-B 8               | USA Ab.             | FRA Ab.             | GBR 7               | BRA 7               | RSA 5               |                     |                     |                     |                     |                     | 12e                 | 27                  |
| 1993                | 250 cm3             | Honda               | AUS Ab.             | MAL 12              | JAP 10              | AUT 10              | ESP 2               | ALL 2               | P-B 1               | EUR Ab.             | RSM 1               | GBR 2               | RTC 5               | ITA 2               | USA 1               | FIM 5               |                     |                     |                     |                     | 2e                  | 193                 |
| 1994                | 250 cm3             | Honda               | AUS 3               | MAL 3               | JAP 2               | ESP Ab.             | AUT 1               | ALL 1               | P-B Ab.             | ITA 3               | FRA 1               | GBR 1               | RTC Ab.             | USA Ab.             | ARG 5               | EUR 2               |                     |                     |                     |                     | 3e                  | 199                 |
| 1995                | 500 cm3             | Honda               | AUS 8               | MAL Ab.             | JAP Ab.             | ESP 6               | ALL 6               | ITA 9               | P-B 4               | FRA DNS             | GBR 4               | RTC 4               | RIO 9               | ARG 5               | EUR 3               |                     |                     |                     |                     |                     | 6e                  | 108                 |
| 1996                | 500 cm3             | Yamaha              | MAL Ab.             | IND 3               | JPN Ab.             | SPA 4               | ITA Ab.             | FRA Ab.             | NED Ab.             | GER 12              | GBR 6               | AUT 8               | CZE 5               | IMO Ab.             | CAT 9               | RIO 12              | AUS 1               |                     |                     |                     | 10e                 | 98                  |
| 1997                | 250 cm3             | Aprilia             | MAL Ab.             | JPN 11              | SPA Ab.             | ITA 3               | AUT 4               | FRA 4               | NED 3               | IMO Ab.             | GER 5               | RIO 4               | GBR 3               | CZE Ab.             | CAT 5               | IND 14              | AUS DNS             |                     |                     |                     | 6e                  | 116                 |
| 1998                | 250 cm3             | Aprilia             | JPN 9               | MAL 5               | SPA 1               | ITA 4               | FRA 3               | MAD 3               | NED Ab.             | GBR 1               | GER 4               | CZE 2               | IMO 2               | CAT 3               | AUS 2               | ARG 2               |                     |                     |                     |                     | 1re                 | 224                 |
| 1999                | 250 cm3             | Honda               | MAL 1               | JPN 3               | SPA 3               | FRA Ab.             | ITA DSQ             | CAT                 | NED 1               | GBR 2               | GER 2               | CZE 7               | IMO 1               | VAL 3               | AUS 6               | RSA 5               | RIO 3               | ARG Ab.             |                     |                     | 3e                  | 209                 |
| 2000                | 500 cm3             | Honda               | RSA 3               | MAL Ab.             | JPN 12              | SPA 6               | FRA 8               | ITA 1               | CAT 6               | NED 3               | GBR 4               | GER 6               | CZE 5               | POR 13              | VAL Ab.             | RIO Ab.             | PAC 8               | AUS 2               |                     |                     | 7e                  | 154                 |
| 2001                | 500 cm3             | Honda               | JPN 8               | RSA 2               | SPA 8               | FRA 7               | ITA 2               | CAT 3               | NED 3               | GBR 10              | GER 8               | CZE 3               | POR 2               | VAL Ab.             | PAC 3               | AUS 3               | MAL 2               | RIO 5               |                     |                     | 3e                  | 210                 |
| 2002                | MotoGP              | Honda               | JPN 9               | RSA 3               | SPA 4               | FRA 7               | ITA 6               | CAT 6               | NED Ab.             | GBR                 | GER                 | CZE 6               | POR Ab.             | RIO 5               | PAC 3               | MAL 9               | AUS Ab.             | VAL Ab.             |                     |                     | 8e                  | 109                 |
| 2003                | MotoGP              | Ducati              | JPN 3               | RSA Ab.             | SPA Ab.             | FRA Ab.             | ITA 2               | CAT 1               | NED 6               | GBR 4               | GER 4               | CZE Ab.             | POR 3               | RIO 6               | PAC 8               | MAL 6               | AUS 2               | VAL 3               |                     |                     | 4e                  | 177                 |
| 2004                | MotoGP              | Ducati              | RSA 6               | SPA 12              | FRA 10              | ITA 8               | CAT 10              | NED 8               | RIO 4               | GER Ab.             | GBR 7               | CZE 5               | POR 7               | JPN Ab.             | QAT Ab.             | MAL 6               | AUS 3               | VAL 9               |                     |                     | 9e                  | 117                 |
| 2005                | MotoGP              | Ducati              | SPA 13              | POR 9               | CHN 12              | FRA 7               | ITA 3               | CAT 12              | NED 10              | USA 10              | GBR 6               | GER 9               | CZE 2               | JPN 1               | MAL 1               | QAT 10              | AUS                 | TUR                 | VAL 7               |                     | 6e                  | 157                 |
| 2006                | MotoGP              | Ducati              | SPA 1               | QAT 3               | TUR 6               | CHN 8               | FRA 2               | ITA 2               | CAT Ab.             | NED 15              | GBR 9               | GER 5               | USA 8               | CZE 1               | MAL 2               | AUS 7               | JPN 1               | POR 12              | VAL 2               |                     | 3e                  | 229                 |
| 2007                | MotoGP              | Ducati              | QAT Ab.             | SPA 12              | CHN 3               | TUR 6               | FRA 8               | ITA 7               | CAT 6               | GBR Ab.             | NED Ab.             | GER 2               | USA Ab.             | CZE 6               | RSM 5               | POR 9               | JPN 1               | AUS 2               | MAL 11              | VAL 5               | 7e                  | 166                 |
| 2008                | MotoGP              | Suzuki              | QAT 8               | SPA 5               | POR 9               | CHN 9               | FRA 7               | ITA 7               | CAT Ab.             | GBR                 | NED                 | GER 7               | USA 15              | CZE 3               | RSM 7               | IND 16              | JPN 6               | AUS 10              | MAL 7               | VAL 9               | 10e                 | 118                 |
| 2009                | MotoGP              | Suzuki              | QAT Ab.             | JPN 7               | SPA 6               | FRA 8               | ITA 5               | CAT 5               | NED 9               | USA Ab.             | GER 11              | GBR 11              | CZE 5               | IND 7               | SMR 5               | POR Ab.             | AUS 12              | MAL 9               | VAL 14              |                     | 9e                  | 110                 |
| 2010                | MotoGP              | Suzuki              | QAT 9               | SPA Ab.             | FRA Ab.             | ITA 10              | GBR Ab.             | NED 13              | CAT 7               | GER 11              | USA 10              | CZE Ab.             | IND 11              | RSM Ab.             | ARA                 | JPN Ab.             | MAL Ab.             | AUS DNS             | POR 13              | VAL Ab.             | 16e                 | 44                  |
| 2011                | MotoGP              | Ducati              | QAT Ab.             | SPA 11              | POR 12              | FRA Ab.             | CAT 9               | GBR 10              | NED DNS             | ITA                 | GER                 | USA 12              | CZE 13              | IND Ab.             | SMR Ab.             | ARA Ab.             | JPN                 | AUS 9               | MAL C               | VAL 9               | 17e                 | 43                  |